# Lophiobunodon
Il lofiobunodonte (gen. Lophiobunodon) è un mammifero artiodattilo estinto, appartenente ai cheropotamidi. Visse tra l'Eocene medio e l'Eocene superiore (circa 48 - 34 milioni di anni fa) e i suoi resti fossili sono stati ritrovati in Europa.

## Descrizione
Questo animale doveva essere grande quanto un coniglio o una lepre, ed è uno dei più piccoli artiodattili noti. Era caratterizzato dai sette denti giugali superiori in serie continua; i molari erano larghi, con il margine esterno ben marcato che andava a formare un piccolo parastilo e un piccolo mesostilo. Il protocono era in contatto con il protoconulo; il terzo molare superiore era molto più grande del secondo. Il quarto premolare superiore era semplice e dotato di due tubercoli, mentre il terzo era fornito di un robusto tallone interno mediano; i primi due premolari superiori erano dotati di un tallone postero-interno più debole. I molari inferiori erano dotati di quattro tubercoli slanciati; quello antero-interno era compresso e a punta bifida.

## Classificazione
Lophiobunodon era un rappresentante dei cheropotamidi o aplobunodontidi, un gruppo di artiodattili arcaici vicini all'origine degli antracoteriidi e degli ippopotamidi. Il genere venne descritto per la prima volta da Deperet nel 1908, sulla base di resti fossili ritrovati in Francia in terreni dell'Eocene superiore. Deperet descrisse le due specie Lophiobunodon rhodanicum (proveniente dalla zona di Lissieu) e L. minervoisensis (proveniente dalla zona di La Liviniere), ma nel 2018 è stata descritta una specie più antica proveniente da Rouzilhac, L. hookeri.